# عقوبة الإعدام في العراق
| خريطة العالم لعقوبة الإعدام ألغيت لكل الجرائم ألغيت للجرائم التي لم ترتكب في ظروف استثنائية (كظروف الحرب) ألغيت عملياً عقوبة قانونية لجرائم معينة. (صورة يظهر فيها العراق من الدول التي تقر بعقوبة الاعدام لبعض الجرائم) |

عقوبة الإعدام هي جزاء يقع باسم المجتمع تنفيذا لحكم قضائي، بعد أن تثبـت مـسؤوليته عـن الجريمة، أو هي جزاء ينطوي على الم بالمحكوم عليه لمخالفته نهي القانون وأمره، وقد عرفها الفقـه، بأنها إزهاق روح المحكوم عليه أو هو قتل شخص بإجراء قضائي من أجل العقاب أو الردع العام والمنع.

## الإعدام في العراق
منذ ما يقارب الألفي عام قبل الميلاد وضع حمورابي احـد اعرق الأنظمة القانونية في تأريخ الحضارات القديمة، وكان القانون يحتوي على 282 مادة، منهـا 50 مادة للجرائم وعقوباتها، ثم أصبح التشريع الجنائي بعد الفتح الإسلامي مطبقا في البلاد واستمر تطبيقـه خلال مدة حكم الدولة العثمانية من سنة 1534 حتى صدور قانون الجزاء العثماني في عام 1858م. وبانتهاء الحكم العثماني وبدء الاحتلال البريطاني للعراق في نهاية الحرب العالمية الأولى أصـدر القائد العام للقوات البريطانية قانون العقوبات البغدادي الذي أصبح نافذا من بداية عام 1919 وبقـي مطبقا إلى صدور قانون العقوبات المحلي رقم 111 لسنة 1969 م الذي بدأ نفاذه في 19 تمـوز 1969 م وتم تعديله واستمر العمل به حتى عام 2003 م، بعدها أصدر مدير سلطة الائتلاف ثلاثة أوامر بشأن قانون العقوبـات، وقـد علق عقوبة الإعدام، كما علق أحكام المـواد 200 و 221 و 222 و 225، مـع بعـض ال تعـديلات الأخرى، ثم بعد حلّ سلطة الائتلاف أصدرت الحكومة العراقية المؤقتة الأمـر رقـم 3 سـنة 2004م والذي يقضي بإعادة عقوبة شنقاً حتى الموت بالنسبة للاشخاص المدنيين المدانين بارتكاب القتل العمد وغيرها من الجرائم.

## الجهة المصدرة للقرار والمنفذه له
الجهة المنفذة لحكم الإعدام في العراق بعد إصدار الاحكام من المحاكم المختصة التابعة للسلطة القضائية هي وزارة العدل العراقية التي بدورها ترسل قوائم المحكومين بالإعدام إلى رئاسة الجمهورية ليتم الموافقة عليها من قبل رئيس الجمهورية أو من ينوب عنه قانونيا.

## ادعاءات
توجد الكثير من الادعاءات ان الحكومة العراقية تتباطئ في تنفيذ احكام الإعدام وهناك انتقادات بسبب كثرة اعداد المحكومين بالإعدام في العراق.

## عمليات الإعدام التي نفذت
| السنة | عدد الإعدامات | مرجع   |
| ----- | ------------- | ------ |
| 2013  | 169           | [ 7 ]  |
| 2015  | 89            | [ 8 ]  |
| 2016  | 88            | [ 9 ]  |
| 2017  | 114           | [ 8 ]  |
| 2018  | 52            | [ 8 ]  |
| 2019  | 100+          | [ 8 ]  |
| 2020  | 27            | [ 10 ] |
| 2021  | 91            | [ 10 ] |